# الجب (فرع العدين)

تعديل مصدري - تعديل

الجب هي إحدى قرى عزلة العاقبة بمديرية فرع العدين التابعة لمحافظة إب، بلغ تعداد سكانها 1247 نسمة حسب تعداد اليمن لعام 2004.